# Staš s prakem
Staš s prakem, polsky Staś z procą, je malá bronzová plastika ve městě Głogów (Hlohov) v okrese Głogów v západním Polsku. Nachází se také na náměstí Rynek u Radnice na levém břehu řeky Odra v mezoregionu Wzgórza Dalkowskie v Dolnoslezském vojvodství v Dolním Slezsku.

## Historie a popis
Plastika Staš s prakem je socha malého oblečeného, stojícího a usmívajícího se chlapce jménem Staš, který s rukama za zády drží prak. Byla postavena v roce 2013. Dílo vytvořené v životní velikosti je součástí emotivního cyklu Dzieci Głogowskie (Głogowské děti), který vytvořil polský sochař Maciej Cendlak. Je tedy součástí několika soch připomínajících historickou smutnou událost obležení Hlohova, tj. děti, jež byly zavražděny během obrany města v roce 1109.

## Další informace
Dílo je celoročně volně přístupné.

## Galerie

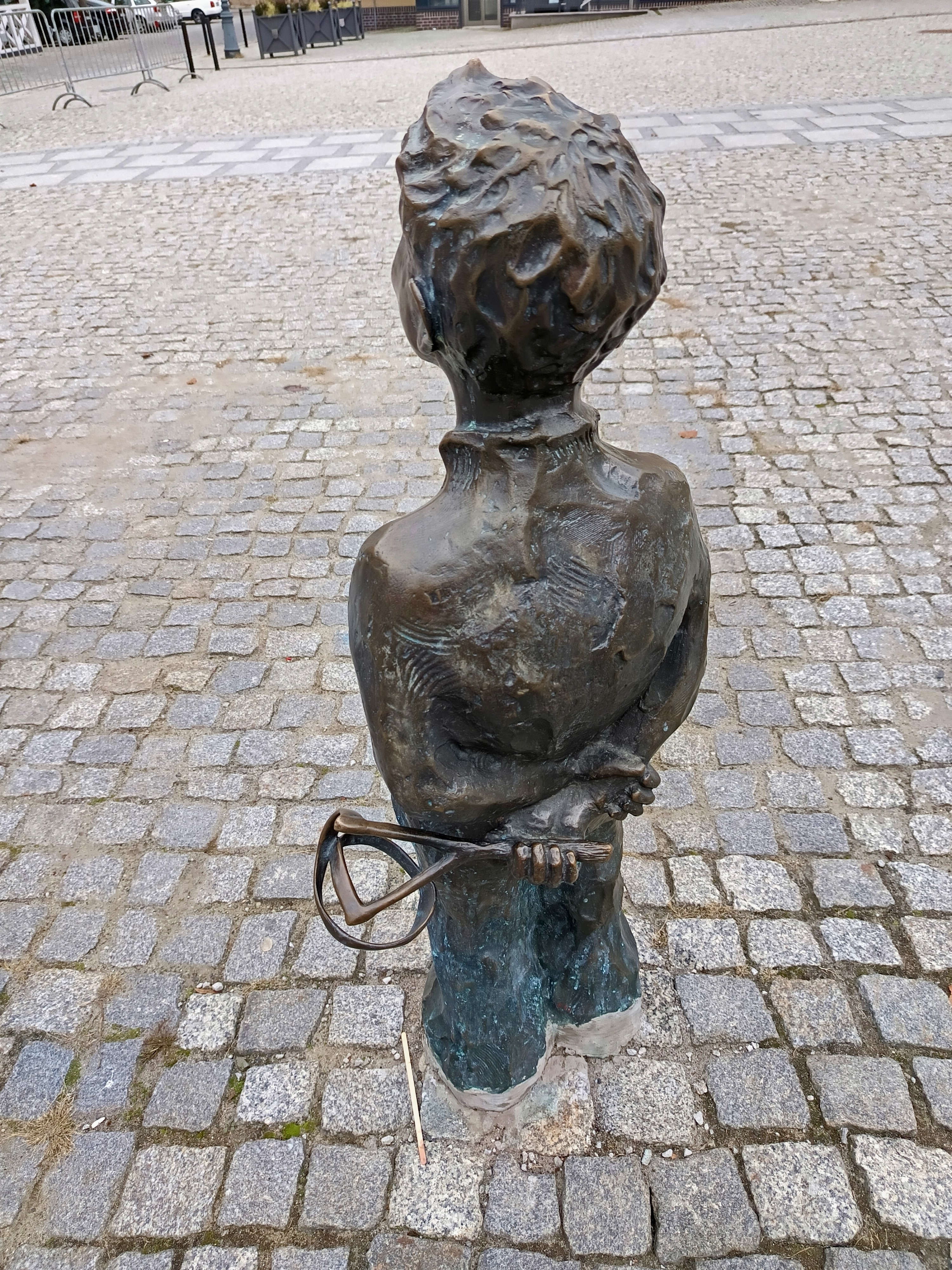
Zadní pohled na dílo